# 江鷺 (歌手)
江鷺，原名张海圆，祖籍安徽，因在1969年參加「香港歌后」荣获季军後继而晉身香港乐坛，1972年翻唱一首由詹小屏原唱的《星河》而广为人知。